# Туминас, Римас

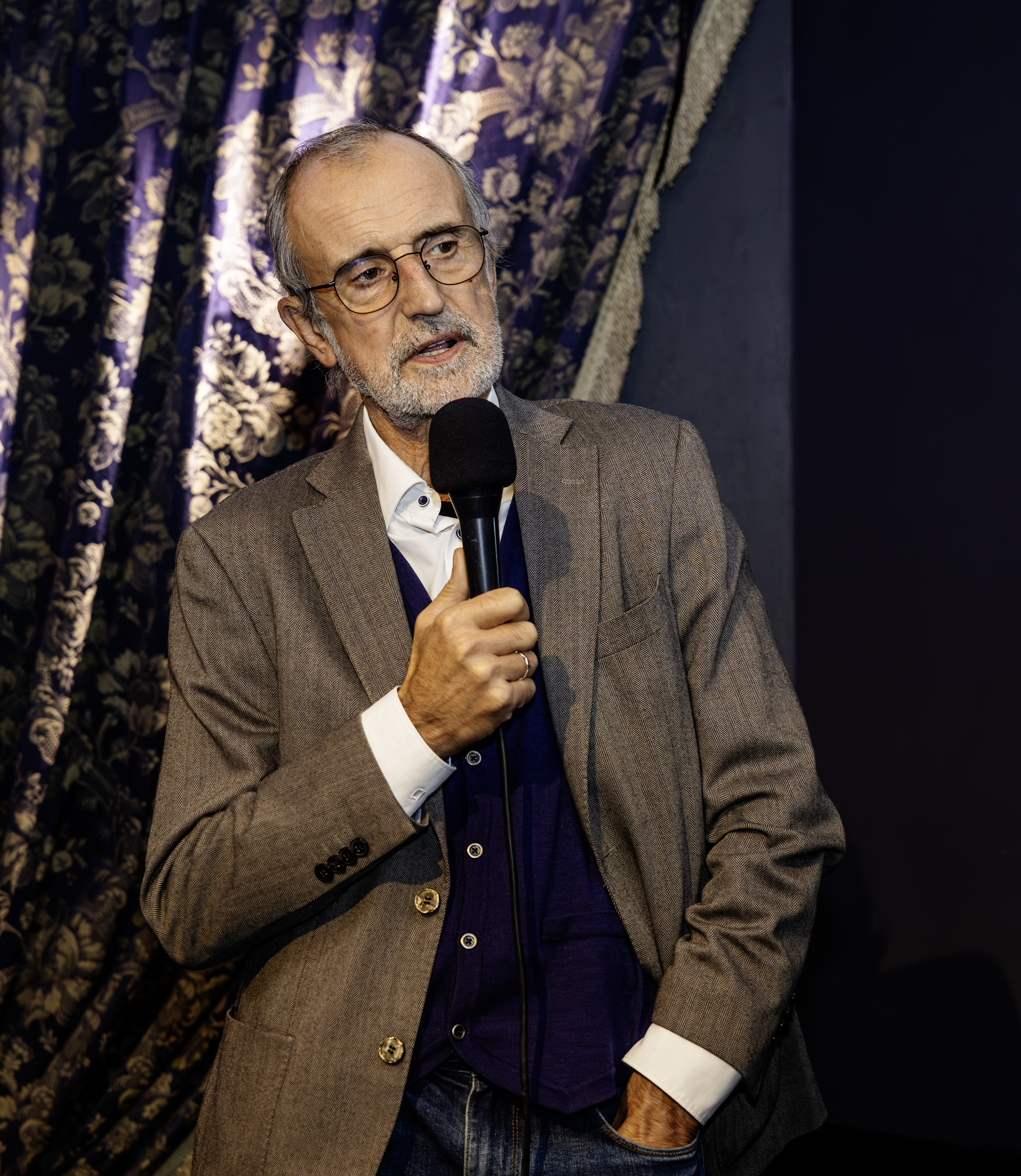
Римас Туминас. Израиль 2023

Ри́мас Влади́мирович Ту́минас (лит. Rimas Tuminas; 20 января 1952, Кельме, Шяуляйская область — 6 марта 2024, Галлиполи, Апулия) — советский и литовский театральный режиссёр.
Лауреат Национальной премии Литвы по культуре и искусству (1994) и Государственной премии Российской Федерации (2000).
Художественный руководитель Московского театра имени Евгения Вахтангова (2007—2022).

## Биография
Родился 20 января 1952 года в городе Кельме (Литовская ССР). Отец — литовец Владимир (Владас) Юстинович Туминас (первоначально Антанас Туминас, 1918—?), уроженец Юрбаркаса, участник Великой Отечественной войны; мать — русская Вероника Туминене. В 1970—1974 годах учился в Литовской консерватории. Выпускник режиссёрского факультета ГИТИСа (курс И. Туманова; 1978). Дебютировал в Театре драмы Литовской ССР спектаклем «Январь» по пьесе Й. Радичкова. Первая московская постановка — «Мелодия для павлина» О. Заградника (1979) в Театре им. К. С. Станиславского.
С 1979 по 1990 год — режиссёр, с 1994 по 1999 — главный режиссёр Национального драматического театра Литвы. В 1990 году основал и возглавил Малый драматический театр Вильнюса.
В 2007 году принял предложение Михаила Швыдкого, курировавшего Федеральное агентство по культуре и кинематографии, стать художественным руководителем Московского театра имени Евгения Вахтангова.
С 2012 года в Друскининкае проходит международный фестиваль Римаса Туминаса „Vasara“ («Лето»).
В 2022 году ушёл с постов художественного руководителя Вильнюсского малого театра и Театра имени Вахтангова.

### Увольнение из Вахтанговского театра
6 мая 2022 года уволен из Московского театра имени Евгения Вахтангова, на его должность был назначен Кирилл Крок. По информации издания «Московский Комсомолец», причиной увольнения послужил попавший в сеть разговор Римаса с пранкерами, в котором он высказывался в ключе, несовместимом с госполитикой Российской Федерации. Также сообщается, что режиссёр согласился помочь в постановке на Украине спектакля «Мой друг Бандера», одобрил европейскую практику «отмены» русских деятелей культуры и выразил готовность вести «диверсионную деятельность» в театре Вахтангова.
Сам режиссёр назвал разговор с пранкером, который представился «министром культуры Украины», монтажом и работой «агентуры».
16 мая 2022 года распоряжением премьера Михаила Мишустина лишён премии Правительства России в области культуры за 2021 год, которая ранее была присуждена Туминасу за значительный вклад в развитие российской культуры, в частности, за постановку спектакля «Царь Эдип».

### Болезнь и смерть
С 2014 года болел раком лёгких.
Скончался 6 марта 2024 года в итальянской клинике в Галлиполи, в возрасте 72 лет, после продолжительной болезни. Непосредственной причиной смерти стал оторвавшийся тромб в лёгком.
Церемония прощания с режиссёром и отпевание прошли 8 марта в храме Santuario di Santa Maria del Canneto в итальянской коммуне Галлиполи, 9 марта тело Римаса было кремировано. Прах  захоронен в Литве. 

## Оценки творчества
Туминас — мастер метафор и иронических загадок. В его спектаклях, по мнению Татьяны Бородиной, «живёт необыкновенная искренность, блистательная ироничность, строго выверенный театральный гротеск, приподнятое настроение и актёрский кураж».

## Спектакли
- 1990 — «Вишнёвый сад» А. П. Чехова
- 1991 — «Галилей» Б. Брехта
- 1992 — «Дядя Ваня» А. П. Чехова
- 1993 — «Чайка» А. П. Чехова
- 1994 — «Улыбнись нам, Господи» Г. Кановича
- 1995 — «Дон Жуан» Ж.-Б. Мольера
- 1997 — «Маскарад» М. Ю. Лермонтова
- 1998 — «Царь Эдип» Софокла
- 1999 — «Ричард III» У. Шекспира
- 2000 — «Играем… Шиллера!» по пьесе Ф. Шиллера «Мария Стюарт», Театр Современник[20]
- 2002 — «Ревизор» Н. В. Гоголя
- «Мадагаскар» М. Ивашкявичюса
- 2005 — «Три сестры» А. П. Чехова
- 2006 — «В ожидании Годо» С. Беккета
- 2007 — «Горе от ума» А. С. Грибоедова
- 2008 — «Троил и Крессида» У. Шекспира
- 2008 — «Последние луны» (по пьесам Ф. Бордона «Последние луны» и Г. Мюллера «Тихая ночь»)
- 2016 — «Катерина Измайлова» Д. Д. Шостаковича, Большой театр
- 2017 — «Пиковая дама» П. И. Чайковского, Большой театр
- 2022 — «Не смотри назад» по пьесе «Эвридика» Жана Ануя, театр Гешер
- 2023 — «Анна Каренина» по роману Л. Н. Толстого, театр Гешер
- 2023 — «Сирано» по пьесе «Сирано де Бержерак» Эдмона Ростана, театр Гешер

Театр имени Вахтангова
- 2009 — «Дядя Ваня» по пьесе А. П. Чехова
- 2009 — «Записки сумасшедшего» по произведению Н. В. Гоголя
- 2010 — «Маскарад» по произведению М. Ю. Лермонтова
- 2011 — «Ветер шумит в тополях» Ж. Сиблейраса
- 2011 — «Пристань» (по мотивам произведений Б. Брехта, И. А. Бунина, Ф. М. Достоевского, Ф. Дюрренматта, А. Миллера, А. С. Пушкина, Э. Де Филиппо, У. Шекспира). К 90-летию Театра имени Евгения Вахтангова
- 2013 — «Евгений Онегин» по роману А. С. Пушкина
- 2014 — «Улыбнись нам, Господи» по романам «Улыбнись нам, Господи» и «Козлёнок за два гроша» Григория Кановича
- 2015 — «Минетти» по материалу Томаса Бернхарда
- 2016 — «Царь Эдип» Софокла
- 2018 — «Фальшивая нота»
- 2018 — «Дневник Анны Франк»
- 2021 — «Война и мир» по роману Л. Н. Толстого

## Награды и звания
Государственные награды

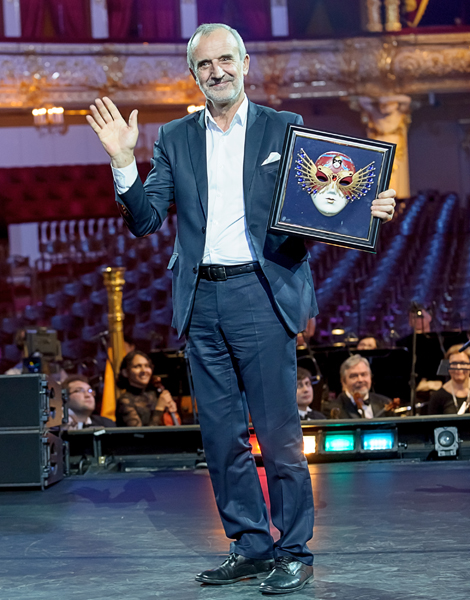
«Золотая маска» — 2014

- Национальная премия Литвы по культуре и искусству (1994)
- Командорский крест ордена Великого князя Литовского Гядиминаса (1998)[3]
- Государственная премия Российской Федерации 1999 года в области просветительской деятельности (9 июня 2000) — за международные рождественские фестивали искусств, программы «Весь мир — наш дом», «Театр „Глобус“ — детям-сиротам»[21]
- Памятный знак за личный вклад в развитие трансатлантических отношений Литвы и по случаю приглашения Литовской Республики в НАТО (12 февраля 2003)[22].
- Кавалерский крест ордена Заслуг перед Республикой Польша (2006, Польша)[23]
- Орден Дружбы (15 октября 2010, Россия) — за большой вклад в развитие культурных связей с Российской Федерацией, сохранение и популяризацию русского языка и русской культуры за рубежом[24]
- Благодарность Президента Российской Федерации (10 августа 2012, Россия) — за заслуги в развитии театрального искусства и укреплении российско-литовского культурного сотрудничества[25]
- Орден Почёта (25 мая 2017, Россия) — за большой вклад в развитие театрального искусства и многолетнюю плодотворную деятельность[26]
- Почётная грамота Президента Российской Федерации (20 сентября 2021, Россия) — за большой вклад в развитие отечественной культуры и искусства, многолетнюю плодотворную деятельность[27]
- Премия Правительства Российской Федерации за значительный вклад в развитие российской культуры (17 декабря 2021, Россия) — за постановку спектакля «ЦАРЬ ЭДИП»[28]. Отозвана 16 мая 2022[29].
- Орден «За заслуги в культуре и искусстве» (21 февраля 2022, Россия) — за большой вклад в развитие отечественной культуры и искусства, многолетнюю плодотворную деятельность[30]

Другие награды, премии, поощрения и общественное признание
- Премия Золотая маска (1999) — специальный приз жюри за спектакль «Маскарад»[31]
- Премия Чайка (2000) — за спектакль «Играем… Шиллера!»[32]
- Награда МИД Литвы «Звезда тысячелетия Литвы» (2009)[33]
- Международная премия Станиславского (2010, 2012)[3]
- Премия «Живой театр» (2011)
- Премия Золотая маска (2011) — за лучший спектакль большой формы («Дядя Ваня»)[34]
- Почётный знак Министерства культуры Литвы «Неси свой свет и верь» (2012)[33]
- Трёхкратный лауреат Первой театральной премии «Хрустальная Турандот» в номинации «Лучший спектакль» за спектакли «Дядя Ваня» (2010), «Пристань» (2012), «Евгений Онегин» (2013)
- Премия Звезда театрала (2013) — в номинации «Лучший режиссёр» (за спектакль «Евгений Онегин»)[35]
- Международная премия «Балтийская звезда» (2014)[36].
- Премия Золотая маска (2014) — за лучшую работу режиссёра (спектакль «Евгений Онегин»)[37]
- Премия Олега Табакова (2014)[33]
- Премия Фигаро (2015) — «За служение русскому репертуарному театру»
- Царскосельская художественная премия (2015)[38]
- Почётная грамота Московской городской Думы (15 февраля 2017) — за заслуги перед городским сообществом и в связи с юбилеем[39].
- Медаль «За веру и добро» (6 декабря 2017, Кемеровская область)[40].
- Премия Золотая маска (2022) — в номинации «За выдающийся вклад в развитие театрального искусства»[41]